# ペンギンプルペイルパイルズ
ペンギンプルペイルパイルズ（Penguin Pull Pale Piles）は日本の劇団。2002年設立。主宰・作・演出は倉持裕。活動拠点は東京。作品ごとに出演者を募り、平均年2回のペースで公演していた。
作風は「一面的な解釈を拒み、特殊な舞台設定のもと、人間の抱える不安と恐怖を探求し、一方で、常にコメディであろうとする努力も欠かさない」と紹介されている。

## 略歴
- 2000年、倉持裕の個人ユニットとして始動。
- 2002年に劇団化し、小林高鹿、ぼくもとさきこが入団。
- 2003年『不満足な旅』から、ぼくもとさきこの紹介で星野源（SAKEROCK）が舞台音楽を作成[2]。
- 2004年『スマイル・ザ・スマッシャー』から玉置孝匡が入団。同年、『ワンマン・ショー』が第48回岸田國士戯曲賞を受賞する[3]。
- 2005年には、『握手したら指を数えろ』から『機械』までの曲が収録されたサウンドトラックが発売された[4]。
- 2008年に近藤フク、吉川純広が入団。

## 受賞歴
2003年『ワンマン・ショー』 - 第48回岸田國士戯曲賞

## 主なメンバー
- 倉持裕 - 主宰・作・演出
- 小林高鹿
- ぼくもとさきこ
- 玉置孝匡
- 近藤フク
- 吉川純広 - 2014年退団

## 公演歴
| 年     | 回      | 題                                             | 日程                   | 会場                             | 備考                   |
| ------ | ------- | ---------------------------------------------- | ---------------------- | -------------------------------- | ---------------------- |
| 2000年 | 1       | 2mの魚                                         | 12月                   | 明石スタジオ                     | [ 5 ]                  |
| 2001年 | 2       | ワークインタイムマシン                         | 6月                    | ザムザ阿佐谷                     |                        |
| 2002年 | 3       | 不満足な旅                                     | 1月                    | OFF・OFFシアター                 | [ 6 ]                  |
| 2002年 | 4       | 握手したら指を数えろ                           | 10月                   | ザ・ポケット                     |                        |
| 2003年 | 5       | ドリルの上の兄妹                               | 3月                    | 新宿シアタートップス             | [ 7 ]                  |
| 2003年 | 6       | ワンマン・ショー                               | 8月                    | 新宿シアタートップス             | [ 8 ]                  |
| 2003年 | 6       | ワンマン・ショー                               | 8月                    | 新宿シアタートップス             | 第48回岸田戯曲賞受賞作 |
| 2004年 | 7       | スマイル・ザ・スマッシャー                     | 4月                    | ザ・スズナリ                     | [ 9 ]                  |
| 2004年 | 8       | 246番地の雰囲気                                | 10月                   | 三鷹市芸術文化センター星のホール | [ 10 ]                 |
| 2005年 | 9       | 機械                                           | 2月                    | OFF・OFFシアター                 | [ 11 ]                 |
| 2005年 | 10      | 不満足な旅                                     | 11月                   | ザ・スズナリ                     |                        |
| 2006年 | 11      | 道子の調査                                     | 8月23日 - 9月3日       | ザ・スズナリ                     | [ 12 ]                 |
| 2006年 | 11      | 道子の調査                                     | 9月8日 - 10日          | in→dependent theatre 2nd         | [ 12 ]                 |
| 2007年 |         | M&Oplays+PPPPプロデュース 『ワンマン・ショー』 | 6月                    | シアタートラム                   | [ 13 ] [ 14 ]          |
| 2007年 | 6月20日 | M&Oplays+PPPPプロデュース 『ワンマン・ショー』 | 富山県射水市           |                                  | [ 13 ] [ 14 ]          |
| 2007年 | 6月21日 | M&Oplays+PPPPプロデュース 『ワンマン・ショー』 | 福井県坂井市           |                                  | [ 13 ] [ 14 ]          |
| 2007年 | 6月23日 | M&Oplays+PPPPプロデュース 『ワンマン・ショー』 | 大阪市                 |                                  | [ 13 ] [ 14 ]          |
| 2007年 | 6月26日 | M&Oplays+PPPPプロデュース 『ワンマン・ショー』 | 新潟市                 |                                  | [ 13 ] [ 14 ]          |
| 2007年 | 6月27日 | M&Oplays+PPPPプロデュース 『ワンマン・ショー』 | 亀戸カメリアホール     |                                  | [ 13 ] [ 14 ]          |
| 2007年 | 12      | ゆらめき                                       | 10月                   | 吉祥寺シアター                   | [ 15 ] [ 16 ]          |
| 2007年 | 12      | ゆらめき                                       | 11月                   | 大阪市立芸術創造館               | [ 15 ] [ 16 ]          |
| 2008年 | 13      | 審判員は来なかった                             | 7月                    | 三軒茶屋シアタートラム           | [ 17 ] [ 18 ] [ 19 ]   |
| 2008年 | 13      | 審判員は来なかった                             | 7月                    | リサイタルホール                 | [ 17 ] [ 18 ] [ 19 ]   |
| 2008年 | 13      | 審判員は来なかった                             | 8月                    | 西鉄ホール                       | [ 17 ] [ 18 ] [ 19 ]   |
| 2009年 | 14      | cover                                          | 7月                    | 本多劇場                         | [ 20 ] [ 21 ]          |
| 2010年 | 15      | 謝罪の罪                                       | 3月                    | ザ・スズナリ                     | [ 22 ] [ 23 ]          |
| 2010年 |         | M&Oplays+PPPPプロデュース 『窓』               | 9月                    | 本多劇場                         | [ 24 ]                 |
| 2010年 | 9月     | M&Oplays+PPPPプロデュース 『窓』               | シアター・ドラマシティ |                                  | [ 24 ]                 |
| 2012年 | 16      | ベルが鳴る前に                                 | 2月16日 - 22日         | 本多劇場                         | [ 25 ] [ 26 ]          |
| 2013年 | 17      | cover                                          | 2月                    | シアタートラム                   | [ 27 ]                 |

## サウンドトラック
- SAKEROCK『Penguin Pull Pale Piles Sound Tracs BEST』（2005年12月10日）[4]